# Reformierte Kirche Visp

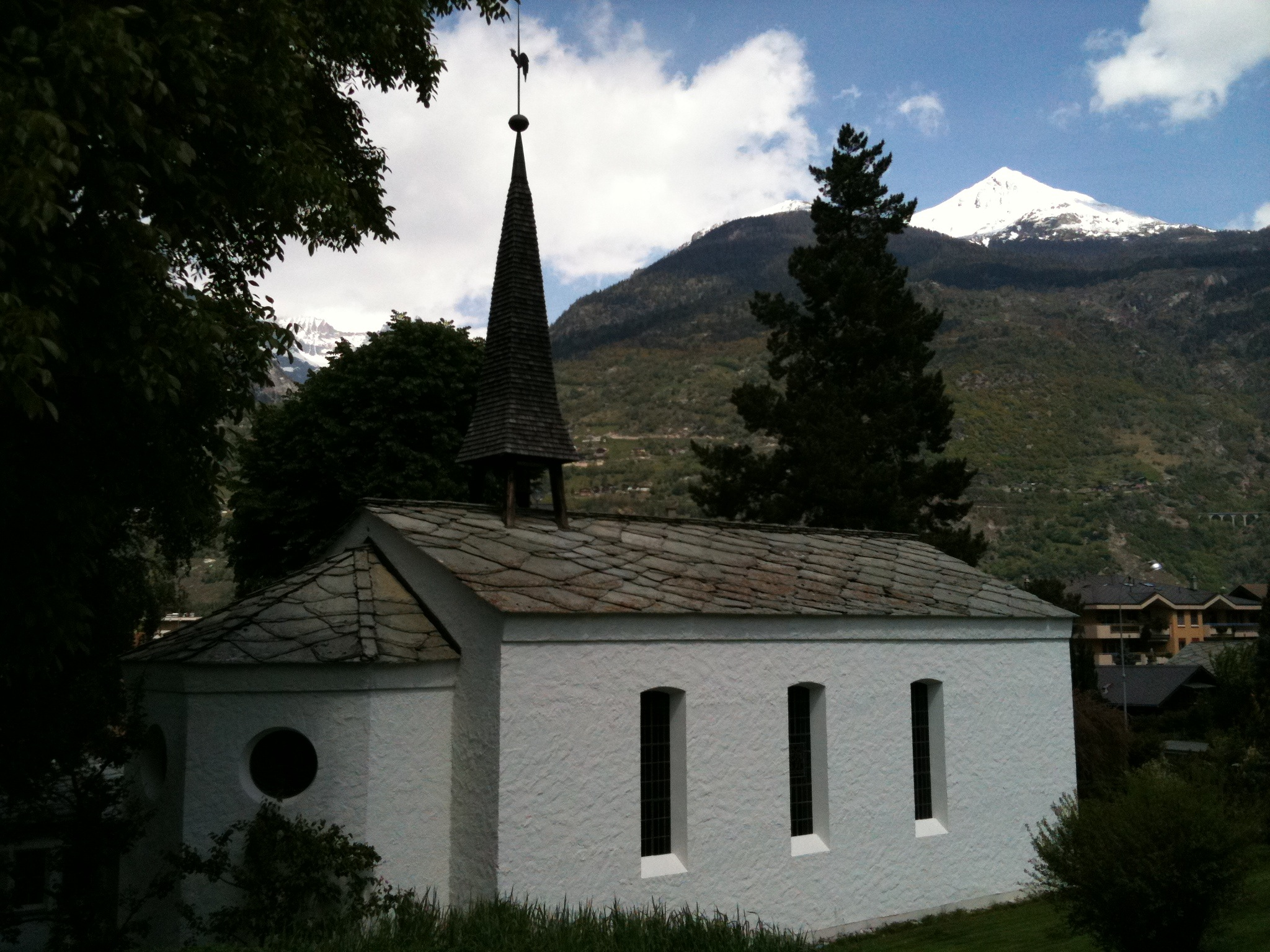
Reformierte Kirche Visp

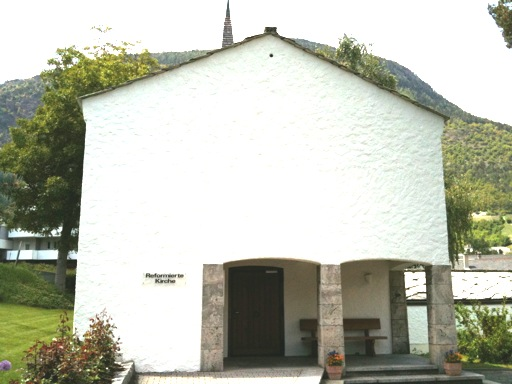
Frontseite mit Portal

Die Reformierte Kirche Visp ist ein evangelisch-reformiertes Gotteshaus in Visp im Oberwallis.

## Lage
Der Sakralbau befindet sich an der Terbinerstrasse oberhalb des Zentrums.

## Geschichte
Die Entstehung der Kirchgemeinde und der Bau des Gebäudes sind eng verbunden mit der Geschichte der evangelisch-reformierten Kirche des Wallis.
Ende des 19. Jahrhunderts kamen reformierte Zuzüger besonders aus dem Kanton Bern in das Oberwallis, die als Techniker und Ingenieure bei der Lonza, bei den Bahngesellschaften SBB und BLS und im Tunnelbau am Simplon und an der Lötschberg-Bergstrecke arbeiteten.
1929 wurde von 60 Reformierten eine eigene Kirchgemeinde Visp gegründet, nachdem zuvor etwa drei Jahrzehnte lang Visp vom Pfarramt in Brig aus mitbetreut wurde.
Der Bau des Kirchengebäudes wurde 1951 realisiert. Zehn Jahre später wurde auf der Empore eine Orgel der Firma Metzler eingebaut. 1968 erfolgte die erste Wahl eines eigenen Pfarrers.
Im an die Kirche unmittelbar angrenzenden Gebäude befand sich jahrzehntelang die Evangelische Schule Visp und die Wohnung des Sigristen. Heute wird die Lokalität für das Sekretariat und als Versammlungsraum genutzt.

## Ausstattung
Die Kirche zeichnet sich durch drei farbige Glasfenster im Chorraum aus, die die Trinität Gottes in Schöpfung, Erlösung und Heiligung thematisieren.
Die flach gehaltene Kanzel mit holzgeschnitzter Vorderseite mit Motiv des segnenden Jesus begrenzt den Chor auf rechter Seite, der Taufstein zur Linken.